# Дарманешти
Дарманешти (рум. Dărmănești) град је у у источном делу Румуније, у историјској покрајини Молдавија. Дарманешти је шести по важности град у округу Бакау.
Дарманешти је према последњем попису из 2002. имао 14.194 становника.

## Географија
Град Дарманешти налази се у западном делу Румунске Молдавије. Град је смештен на реци Тротушу. Од седишта округа, града Бакауа, Дарманешти је удаљен око 60 km југозападно. Око града се пружа планинско подручје Карпата.

## Становништво
У односу на попис из 2002, број становника на попису из 2011. се смањио.
| 1992.  | 2002.  | 2011.  |
| ------ | ------ | ------ |
| 13.883 | 14.232 | 12.247 |

Румуни чине већину становништва Дарманештија, а од мањина присутни су само Роми.